# Johannes Schradin (Abt)
Johannes Schradin († 1501 in Murrhardt) war ein katholischer Priester, Benediktiner und Abt des Klosters St. Januarius in Murrhardt.

## Leben und Wirken

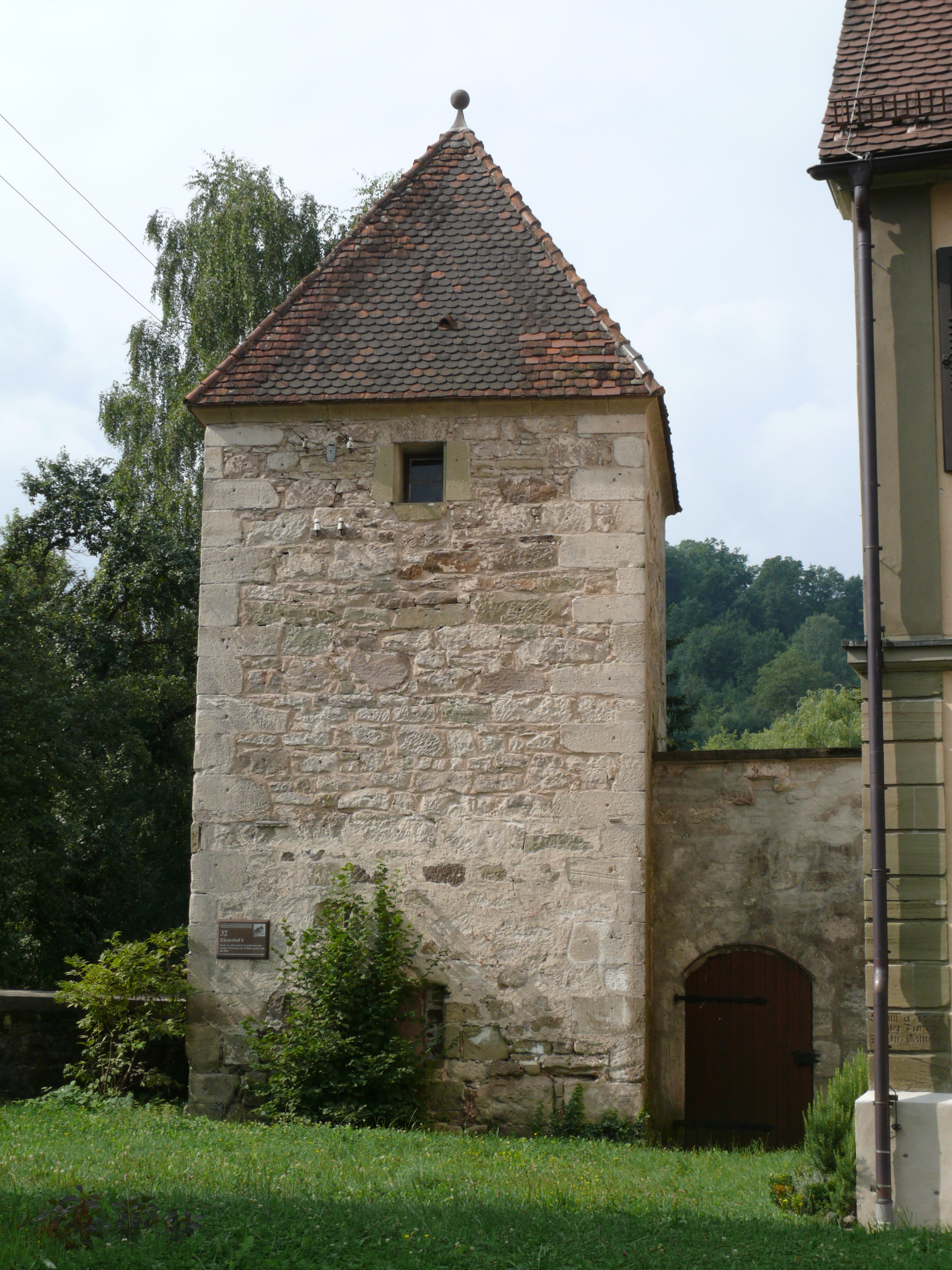
Der sog. Hexenturm, Teil der von Schradin erweiterten Stadtmauer

Nach dem Ableben seines Vorgängers Wilhelm Egen wählte der Murrhardter Konvent Schradin im April 1486 zum neuen Abt des Klosters. Als Vertreter der Württemberg freundlich gesinnten Fraktion innerhalb des Klosterkonvents setzte er dessen Politik der engen Anlehnung an die klösterliche Schutz- und Schirmvogtei der Grafen von Württemberg nahtlos fort. Durch diese Bindung wurden die Konflikte vermieden, die noch die Amtszeit seines Vorvorgängers als Abt, Herbord, überschattet hatten und erlaubten es Schradin, sich verstärkt den inneren Angelegenheiten des Klosters Murrhardt zuzuwenden.
Johannes Schradin schloss den von seinem Vorgänger, Abt Egen, begonnenen Ausbau der Stadt Murrhardt ab – zu erwähnen sind hier besonders die Arbeiten an den Gräben und Seen rund um die Stadt sowie die Wiederherstellung der im Laufe der Zeit marode gewordenen Stadtmauer von Murrhardt, die darüber hinaus eine nicht unerhebliche Erweiterung erfuhr. Der einzige heute noch erhaltene Wehr- und Gefängnisturm der Murrhardter Stadtbefestigung, der sogenannte Hexenturm, wurde 1499 unter der Aufsicht Schradins erbaut.
Zusätzlich zur Bautätigkeit innerhalb der Murrhardter Stadtmauern ließen die Mönche und ihr Abt ab den neunziger Jahren des 15. Jahrhunderts die Klosterkirche in erheblichem Umfang verschönern und ausschmücken. Neben einem heute nicht mehr erhaltenen Glasgemäldezyklus aus dem Jahr 1498, das die Gründungslegende des Klosters Murrhardt zum Inhalt hatte, entstanden 1496 noch mindestens zwei Altäre, von denen der Allerheiligenaltar noch heute die Murrhardter Stadtkirche schmückt.
Diese Sakralbauten waren Ausdruck einer von Abt Schradin geförderten Frömmigkeit der Mönche; dem Gebet und der Einhaltung der Gottesdienste kam unter Johannes Schradin im klösterlichen Leben eine wesentlich stärkere Bedeutung zu, als dies in der Vergangenheit der Fall gewesen war. Auch war es sein Bestreben, das intellektuelle Niveau der Mönchsgemeinschaft zu heben – so ordnete er um das Jahr 1495 an, dass mehrere Brüder seines Konvents die Universitäten Basel und Tübingen besuchten.
Schradin wirkte, wie bereits sein Vorgänger, auch als Teilnehmer an den württembergischen Landtagen bei der politischen Willensbildung seiner Zeit aktiv mit. So war er als Mitglied der landständigen Bewegung direkt an der Absetzung Herzog Eberhards II. durch die Landschaft im Jahre 1498 beteiligt. Zudem wurde Abt Schradin 1499 als Zeuge zum Abschluss des Verlöbnisvertrages zwischen Herzog Ulrich von Württemberg und Sabina von Bayern hinzugezogen.
Johannes Schradin verstarb im Frühjahr des Jahres 1501 in Murrhardt und wurde neben Abt Wilhelm im Schiff der Klosterkirche bestattet. Seinem Nachfolger als Abt in Murrhardt, Lorenz Gaul, hinterließ er ein blühendes Kloster mit intaktem Konvent; aufgrund seiner regen Bautätigkeit aber auch sehr hohe finanzielle Belastungen – der Keim des Niedergangs der Murrhardter Abtei.